# Турианчай
Турианчай (азерб. Türyançay) или Тюрян (азерб. Türyan) — река в Азербайджане. Длина составляет 180 км, площадь водосборного бассейна — 4840 км².

## География
Берёт начало на южном склоне Большого Кавказа (на высоте 3680 метров) и по искусственному каналу впадает в Куру. Является её левым притоком.
Течёт по территории Габалинского, Агдашского, Уджарского и Зардабского районов. В нижнем течении именуется Карасу.
В верхнем течении имеет типично горный характер. Питается снеговыми (18 %), дождевыми (21 %) и подземными (61 %) водами. Используется для орошения. На реке расположен Турианчайский гидроузел (Агдашский район).
В бассейне реки в разные годы часто формировались селевые потоки, приводившие к бедствиям в регионе.

## Экология
Предприятиями города Агдаш ежегодно в реку сбрасывается около 230 тыс. м³ неочищенных сточных вод. Как следствие, после сброса сточных вод вниз по течению реки наблюдается резкое увеличение показателей загрязнения.